# TRHDE
TRHDE‏ (Thyrotropin releasing hormone degrading enzyme) هوَ بروتين يُشَفر بواسطة جين TRHDE في الإنسان.

## الوظيفة
يشفر هذا الجين عضوًا من عائلة ببتيداز M1. البروتين المشفر هو ببتيد عصبي خارج الخلية ينشط بشكل خاص لهرمون مطلق لموجهة الدرقية.